# Grästorps kommun
58°20′N 12°40′Ø / 58.333°N 12.667°Ø
Grästorp kommun ligger i det svenske län Västra Götalands län i landskapet Västergötland. Kommunens administrationscenter ligger i byen Grästorp. Grästorp ligger ved åen Nossan.

## Byer
I Grästorp kommun ligger byerne
- Grästorp
- Flakeberg
- Salstad